# تاي يوان
تاي يوان (الصينية المبسطة: 太原، البينيين: Tàiyuán) والمعروفة أيضًا باسم بينغ (并)، جينيانغ (晋阳) هي عاصمة وأكبر مدينة في إقليم شانشي بالصين. هي واحدة من قواعد التصنيع الرئيسية في الصين. طوال تاريخها الطويل، كانت تاي يوان العاصمة أو العاصمة المؤقتة للعديد من السلالات في الصين، ومن هنا جاء اسم (龙城)؛ أي مدينة التنين.
اعتبارًا من تعداد 2020، بلغ إجمالي عدد سكانها 5,304,161 نسمة منهم 4,529,141 يعيشون في 6 مناطق حضرية.
تقع تاي يوان تقريبًا في وسط شانشي، ويتدفق نهر فين ‏ عبر وسط المدينة. تاي يوان هي أيضًا مدينة رئيسية، حيث تظهر ضمن أفضل 500 مدينة في العالم من خلال مخرجات البحث العلمي، وفقًا لمؤشر نيتشر. وهي وموطن جامعة تايوان للتكنولوجيا والجامعات الرئيسية في الصين والجامعات العامة الأخرى بما في ذلك جامعة شانشي، وجامعة تاي يوان للعلوم والتكنولوجيا وجامعة شمال الصين.

## التسمية
الحرفان الصينيان لاسم المدينة هما (太) (تاي، أي «عظيم») و (原) (يوان، «سهل»)، في إشارة إلى الموقع الذي يترك فيه نهر فين الجبال ويدخل في سهل منبسط نسبيًا. طوال تاريخها الطويل، كان للمدينة أسماء مختلفة، بما في ذلك «بينغتشو» (并 州) (الذي اشتق منه اسم المدينة أحادي الحرف «بينغ» (并))، و«جينيانغ» (晋阳) و«لونغشنغ» (龙城). عُرفت تاي يوان أيضًا باسم «يانغكو» (阳曲)، حيث كان يُطلق على مقر مقاطعة تاي يوان اسم يانغكو (阳曲 县) في عهد سلالة تشينغ.
خلال عهد سلالة تانغ والسلالات الخمس اللاحقة، تم رفع مكانة مدينة تاي يوان لتصبح العاصمة الشمالية، ومن هنا جاء اسم «بييدو» (北都)، و«بكين» (北京، مختلفًا عن بكين الحالية).

## تاريخ
تاي يوان هي مدينة قديمة لها أكثر من 2500 عام من التاريخ الحضري، ويعود تاريخها إلى عام 497 قبل الميلاد. كانت العاصمة أو العاصمة الثانوية (陪都، 别 都) لكل من تشاو ‏، وسلالة تشين السابقة ‏، وسلالة وي الشرقية ‏، وتشي الشمالية ‏، وجين الشمالية، وسلالة تانغ المتأخرة، وسلالة جين المتأخرة، وسلالة هان المتأخرة الحاكمة ‏، وهان الشمالية ‏. موقعها الاستراتيجي وتاريخها الغني يجعلان من تاي يوان أحد المراكز الاقتصادية والسياسية والعسكرية والثقافية في شمال الصين.

### تاريخ ما قبل سلالة تشينغ
منذ حوالي عام 859 قبل الميلاد، احتل شعب رونغ المنطقة المحيطة بتاي يوان الحديثة. في عام 662 قبل الميلاد تم طرد رونغ من قبل شعب دي.
خلال فترة الربيع والخريف، ظهرت دولة جين إلى الجنوب من تاي يوان. في عام 541 قبل الميلاد، طرد جيش جين بقيادة الجنرال زون وو قبائل دي، وأصبحت تاي يوان جزءًا من دولة جين.[بحاجة لمصدر]
في عام 497 قبل الميلاد، تم بناء أول مدينة قديمة لجينيانغ حول منطقة جين يوان الجنوبية في تاي يوان الحالية، من قبل دونغ أنيو (董 安于)، الذي كان وكيلًا لتشاو يانغ (赵鞅)، مسؤول رفيع المستوى في دولة جين.
خلال معركة جينيانغ عام 453 قبل الميلاد، قام تشي ياو بتحويل مجرى نهر فين لإغراق مدينة جينيانغ، مما تسبب في أضرار جسيمة لتشاو. في وقت لاحق، نبّه تشاو شيانغزي وي وهان، اللذين قررا التحالف مع تشاو. في ليلة 8 مايو 453 قبل الميلاد، حطّمت قوات تشاو سدود نهر فين وتركت النهر يغمر جيوش تشي، وفي النهاية قضت على جيش تشي بمساعدة وي وهان.
حدث التقسيم الثلاثي لجين في عام 403 قبل الميلاد، عندما تم تقسيم دولة جين، التي كانت آنذاك قوة قوية في شمال الصين، إلى ثلاث ولايات أصغر هي هان وتشاو ووي. هذا الحدث هو الحد الفاصل بين فترتي الربيع والخريف وفترات الممالك المتحاربة في التاريخ الصيني. تم اختيار جينيانغ كعاصمة لتشاو من قبل تشاو جي. في وقت لاحق، تم نقل عاصمة تشاو إلى هاندان في خبي الحديثة.[بحاجة لمصدر]

### سلالة تشينغ
في عام 248 قبل الميلاد، هاجمت دولة تشينغ تشاو بقيادة الجنرال مينغاو، واستولت على المنطقة المحيطة بجينيانغ من تشاو. أنشأ تشين قيادة تاي يوان (太原 郡)، مع مدينة جينيانغ كمركز إداري لها. على الرغم من أن اسم تاي يوان قد ظهر في السجلات التاريخية من قبل، مما قد يشير إلى مناطق مختلفة في الوقت الحاضر جنوب ووسط شانشي، كانت هذه هي المرة الأولى التي يتم فيها استخدام تاي يوان رسميًا للإشارة إلى تاي يوان الحالية.
في عام 246 قبل الميلاد، كانت هناك انتفاضة في جينيانغ، وسرعان ما قمعها مينغاو.[بحاجة لمصدر]
في عام 221 قبل الميلاد، غزت تشينغ بقية الصين، وبدأت رسميًا أول سلالة إمبراطورية للصين. أسست تشينغ ستة وثلاثين قيادة على أراضيها، وكانت تاي يوان إحداها. كما كانت عاصمة قيادة تاي يوان هي جينيانغ.

### سلالة هان والممالك الثلاث
في عام 206 قبل الميلاد، أسّس الإمبراطور غاوزو سلالة هان. خلال تلك الفترة، تم إلغاء نظام القيادة الإداري في تشينغ، وتم دمج قيادتي تاي يوان ويانمن كدولة تابعة لهان (韩国) تحت حكم الملك شين من هان (韩王信).[بحاجة لمصدر]
في وقت لاحق، نقل الملك شين ملك هان العاصمة من جينيانغ إلى مايي (شوزو الحالية) بموافقة الإمبراطور غاوزو. ومع ذلك، تآمر الملك شين ملك هان مع شيونغنو ضد غاوزو، وهاجم هان لسنوات عديدة. في عام 196 قبل الميلاد، قُتل الملك شين ملك هان بعد أن خسر إحدى المعارك. واستُبدلت ولاية هان التابعة بولاية داي التابعة، مع جينيانغ كمركز إداري لداي.[بحاجة لمصدر]
خلال حقبة الممالك الثلاث المضطربة، انخفض عدد سكان تاي يوان بشكل ملحوظ بسبب الحروب المستمرة. حكم تاي يوان كل من غونغسون زان ‏، ويوان شاو، ثم تساو تساو، وكان جزءًا من مملكة تساو واي بعد ذلك.
[بحاجة لمصدر]

### سلالة جين والممالك الست عشرة
خلال عهد سلالة جين، تم تغيير تاي يوان مرة أخرى إلى دولة تابعة. بعد نهاية سلالة جين، استقرت الأقليات العرقية في سلسلة من الدول ذات السيادة قصيرة العمر في شمال الصين، والتي يشار إليها عادة باسم الممالك الستة عشر. كانت تاي يوان جزءًا من هان تشاو ‏، وسلالة تشاو المتأخرة ‏، وسلالة تشين السابقة ‏، وسلالة يان السابقة ‏، وسلالة تشين السابقة ‏ مرة أخرى، ويان الغربية ‏ وسلالة يان المتأخرة ‏.
في عام 304، أسّس ليو يوان دولة شيونغنو التابعة لهان تشاو، والتي أغار جيشها على المنطقة المحيطة بتاي يوان لسنوات وحصل في النهاية على تاي يوان في عام 316 م. في وقت لاحق، تم الحصول على تاي يوان من قبل سلالة يان السابقة في عام 358، ومن قبل تشين السابقة في عام 370. تأسست تشين السابقة على يد فو جيان عام 351 برأس مال تشانغآن.[بحاجة لمصدر]
توفي فو جيان عام 384. أعلن ابنه فو باي نفسه إمبراطورًا في عام 385، مع تحديد جينيانغ (وسط مدينة تاي يوان) عاصمة. ولكن في العام التالي، هُزم فو بي على يد أمير يان الغربية مورونج يونج عام 386، وأصبحت تاي يوان جزءًا من يان الغربية. في عام 394، تم غزو تاي يوان من قبل جيش يان السابقة.[بحاجة لمصدر]

### السلالات الجنوبية والشمالية
في عام 386، أسّس توبا غوي وي الشمالية. في عام 396، توسّعت منطقة وي الشمالية إلى تاي يوان.
في 543، أسس غاو هوان سلالة وي الشرقية وعاصمتها مدينة يتشنغ، وتاي يوان كعاصمة بديلة (别都)، حيث يقع قصر «المستشار العظيم» غاو هوان (大丞相府).
في عام 550، تم تأسيس تشي الشمالية من قبل غاو يانغ، الذي حافظ على اختيار والده غاو هوان لتاي يوان كعاصمة بديلة. بدأت كهوف تيانلونغشان ‏ البوذية في تاي يوان خلال هذه الفترة واستمرت لقرون عديدة بعد ذلك.
في عام 577، تم غزو تاي يوان وأصبحت جزءًا من شمال تشو.

### سلالة سوي
في عام 581، أسّس الإمبراطور وين من سوي سلالة سوي. كانت جينيانغ في البداية المركز الإداري لبينغ تشو (并州)، والتي تم تغييرها إلى قيادة تاي يوان. في عام 617، ثار لي يوان في تمرد بتاي يوان، وتوسع بسرعة.

### سلالة تانغ
في عام 618، أسّس لي يوان سلالة تانغ، والتي تعتبر عمومًا عصرًا ذهبيًا للحضارة الصينية. توسعت تاي يوان بشكل ملحوظ خلال عهد سلالة تانغ، ويرجع ذلك جزئيًا إلى أن تاي يوان كانت القاعدة العسكرية للأباطرة المؤسسين لي يوان ولي شيمين. كما كتب لي شيمين في عام 619: «تاي يوان، قاعدة النظام الإمبراطوري وأساس الدولة». (太原，王业所基，国之根本).
في عام 690، حدّد وو شتيان تاي يوان كعاصمة شمالية (北都)، إحدى العواصم الثلاث، جنبًا إلى جنب مع تشانغآن ولويانغ، كما صورت في قصيدة لي باي: «ملك السماء له ثلاث عواصم والعاصمة الشمالية واحدة منهم».("天王三京，北都居一"). في 742 بعد الميلاد، غير شوانزونغ إمبراطور تانغ اسمها إلى بكين (北京). خلال عهد سلالة تانغ، تم منح أو إلغاء لقب العاصمة الشمالية لتاي يوان عدة مرات.

### فترة الأسر الخمس والممالك العشر
في عام 923، أسّس لي كونكسو، ابن لي كييونغ، سلالة تانغ المتأخرة ودامينغ كعاصمة، وسرعان ما غزا معظم شمال الصين. بعد ذلك، قام لي كونكسو بنقل العاصمة من دامينغ إلى لويانغ، وتم تعيين تاي يوان كعاصمة مؤقتة.
في عام 936، أسّس شي جينغ تانغ سلالة جين المتأخرة في تايي وان بمساعدة مملكة لياو. في العام التالي، نقل شي جينغ تانغ العاصمة من تاي يوان إلى لويانغ، ثم إلى كايفنغ، وأصبحت تايوان عاصمة شمالية مؤقتة («بكين») مرة أخرى.[بحاجة لمصدر]

### سلالة سونغ

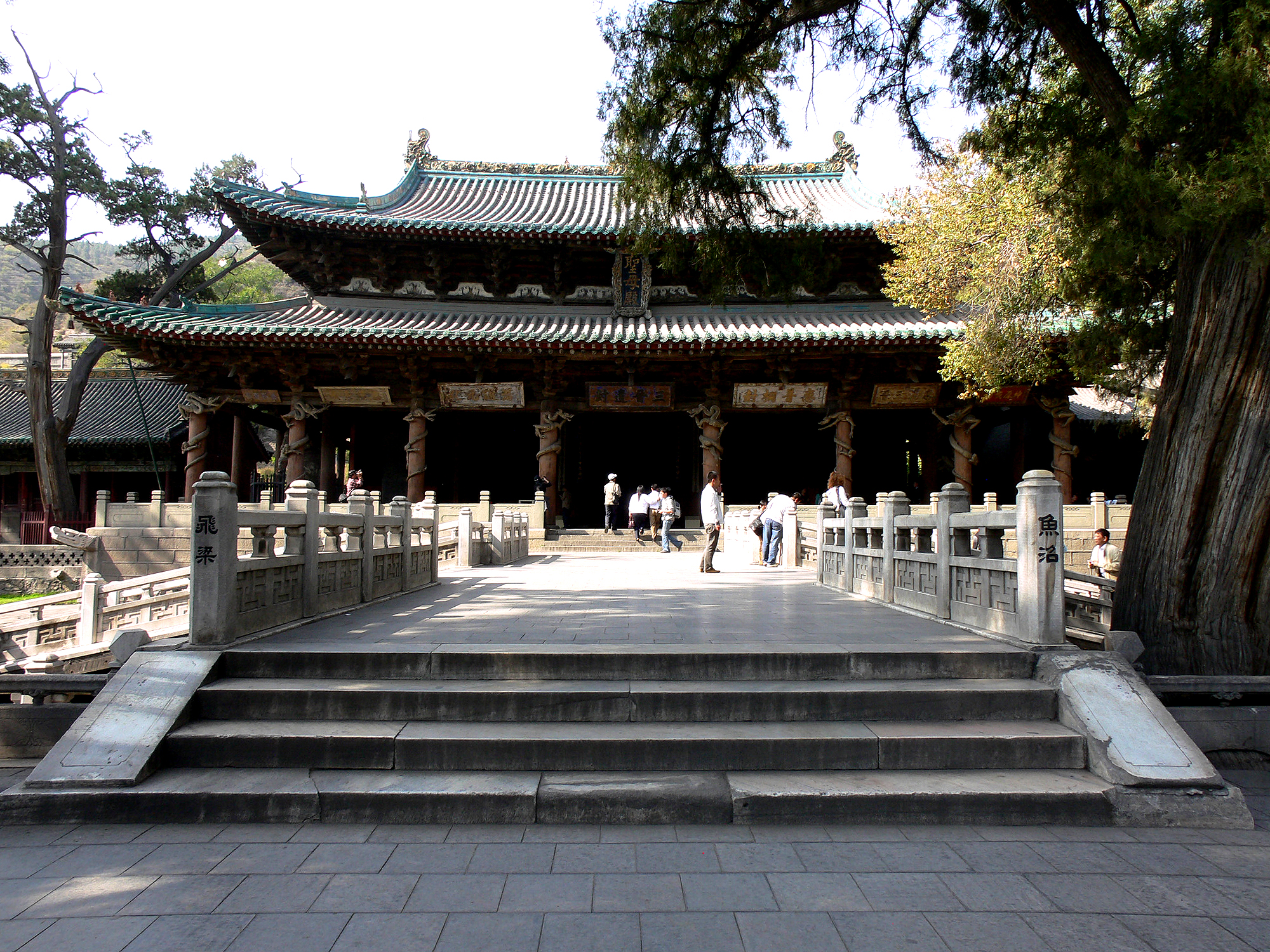
قاعة الأم المقدسة في جينشي، التي شيدت من 1023 إلى 1032 خلال عهد سلالة سونغ.

أسّس الإمبراطور تيزو من سونغ سلالة سونغ وشرع في حملة إعادة توحيد الصين. باستخدام الصراع على السلطة في محكمة هان الشمالية ‏، تحرّك تيزو ضدها في أواخر عام 968. بحلول أوائل عام 969، حاصرت جيوشه تاي يوان وهزمت التعزيزات التي أرسلها شعب الخيتان. ومع ذلك، فشلت محاولة إغراق المدينة. تم رفع الحصار بعد ثلاثة أشهر، حيث تسببت الأمطار الغزيرة في أمراض في الجيش المحاصر، ونفدت الإمدادات، وكانت قوة إغاثة أخرى من الخيتان تتقدم نحو المدينة.
شنّ تيزو الغزو الثاني لهان الشمالية في سبتمبر 969، ولكن تم استدعاء الجيوش بعد وفاته (14 نوفمبر 969).
أخضع شقيق تيزو، تايزونغ، آخر الممالك المستقلة في جنوب الصين بحلول عام 978، وفي عام 979 أطلق الحملة الثالثة ضد هان الشمالية التي كانت تحت حكم مملكة لياو. باستخدام الطريق الشمالي الغربي بدلاً من الجنوب (المستخدم في الحملات السابقة) هزمت جيوش تايزونغ قوة لياو الرئيسية. قاومت هان الشمالية لمدة خمسة عشر يومًا فقط قبل الاستسلام. على عكس السياسات المعتدلة لأخيه، تعامل تايزونغ بقسوة مع المدينة. أمر بإغراق تاي يوان بإطلاق نهر فين، وأضرم النار في المدينة. تم تخفيض تصنيف العاصمة السابقة من محافظة إلى محافظة بلدة.
لم يتم تأسيس مدينة جديدة على ضفاف نهر فين حتى عام 982. أقدم مبنى موجود في تاي يوان اليوم هو معبد الآلهة (الصينية المبسطة: 圣母殿؛ الصينية التقليدية: 聖母殿) داخل مجمع جينشي. تم بناؤه في الأصل عام 1023 وأعيد بناؤه عام 1102.
من عام 1027، تم تشغيل أحد السوقين الخاصين لبضائع التانغوت في تاي يوان، وخاصة الملح. خلال عهد سونغ، هاجر العديد من الأشخاص إلى الجنوب، بمن فيهم عائلة المستشار وانغ آنشي.

### سلالة جين
تأسست سلالة جين في عام 1115، وفي عام 1125، غزت جين تاي يوان. في العام نفسه، بعد غزو جين شمال الصين، تم نقل عاصمة سونغ إلى لينآن، والتي كانت بمثابة نهاية سونغ الشمالية، وبداية سلالة سونغ الجنوبية.

### سلالة يوان
ظهرت إمبراطورية المغول في عام 1206 تحت قيادة جنكيز خان، وتوسعت بسرعة. في عام 1218، غزا الجيش المغولي تاي يوان بقيادة الجنرال مقالي. أسس قوبلاي خان سلالة يوان عام 1271، وتم توسيع المنطقة الإدارية تاييوان لو (太原路).
تم بناء الكهوف الطاوية لونغشان في أوائل عهد سلالة يوان، والتي بدأها الراهب الطاوي سونغ ديفانغ (宋德芳).

### سلالة مينغ
في عام 1368، أسس الإمبراطور هونغوو سلالة مينغ، وتم الحصول على تاي يوان من يوان، بواسطة الجنرال شو دا ‏.
قامت سلالة مينغ بتركيب تسعة حاميات عسكرية للدفاع عن المنطقة الشمالية في عهد الإمبراطور هونغجي، والتي تضمنت حامية تاي يوان (太原镇).
أصبح تجار شانشي بارزين في تاريخ الأعمال الصيني منذ بداية سلالة مينغ، وذلك بفضل المتطلبات اللوجستية للجيش حول حدود شمال شانشي للدفاع عن مينج ضد بقايا سلالة يوان الشمالية المغولية.
في نهاية فترة سلالة مينغ، غزا زعيم المتمردين لي تسيشنغ ‏ تاي يوان، وأصبحت جزءًا من سلالة شون الحاكمة ‏ مؤقتًا في عام 1644.[بحاجة لمصدر]

### سلالة تشينغ
في عام 1644، أسّس شونجي سلالة تشينغ وهزم جيش شون في تاي يوان في العام نفسه.
طوال عهد سلالة تشينغ، عزّزت التجارة الدولية مع روسيا، وخاصة الشاي، كما تمّ إنشاء وتطوير ما يسمى بالبنوك المسودة، أو (Piaohao). لقد أصبحت تاي يوان مركزًا تجاريًا مهمًا، نظرًا لوضعها السياسي والاقتصادي في شانشي.
في عام 1900، وقعت مذبحة تاي يوان، والتي قُتل خلالها عدد من المبشرين الغربيين.

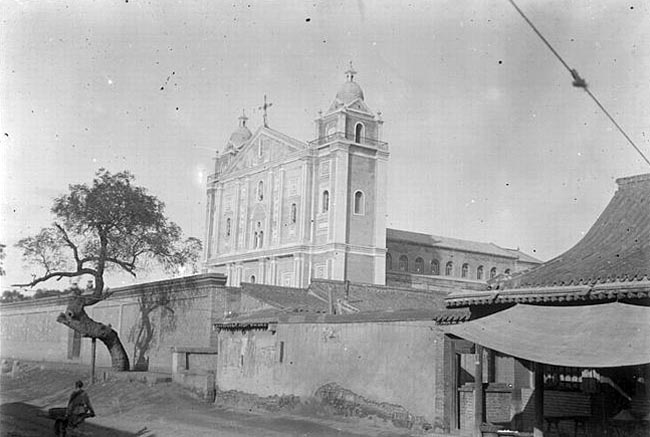
كاتدرائية تاي يوان، تصوير إدوارد شافان في عام 1907

### جمهورية الصين
احتفظ أمير الحرب يان شيشان بالسيطرة على شاشي من ثورة شينهاي في عام 1911 حتى نهاية الحرب الأهلية الصينية في عام 1949. ونتيجة لذلك ازدهرت تاي يوان كمركز لمقاطعته التقدمية نسبيًا وشهدت تنمية صناعية واسعة النطاق. تم ربطها بالسكك الحديدية إلى أقصى الجنوب الغربي من شانشي وداتونغ في الشمال. حتى نهاية الحرب الأهلية الصينية في عام 1949، كانت ترسانة يان في تاي يوان المصنع الوحيد في الصين المتقدم بما يكفي لإنتاج المدفعية الميدانية. لأن يان نجح في إبقاء شانشي غير متورطة في معظم المعارك الرئيسية بين أمراء الحرب المتنافسين التي حدثت في الصين خلال عقدي 1910 و1920 من القرن الماضي، لم يتم أخذ تاي يوان من يان من قبل الجيش الغازي حتى غزاها اليابانيون في عام 1937.

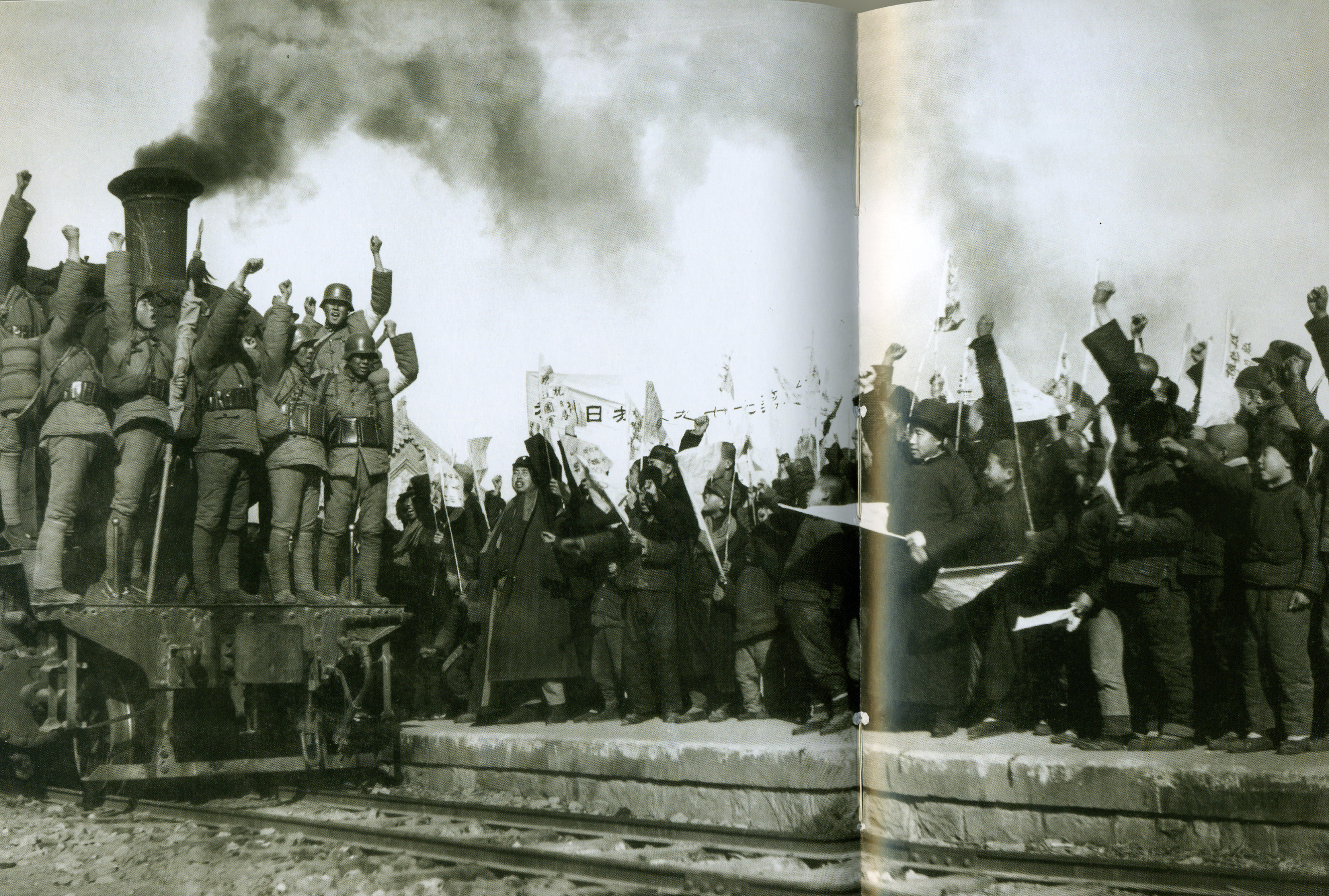
جنود ومدنيون صينيون يحتفلون بالنصر في بينغشينغوان 1937

كان يان على علم بالتهديد الذي يشكله اليابانيون؛ ومن أجل صدّ الغزو الياباني الوشيك لشانشي، أبرم يان اتفاقية سرية «للجبهة الموحدة» مع الشيوعيين في نوفمبر 1936. بعد إبرام تحالفه مع الشيوعيين، سمح للعملاء تحت قيادة تشوان لاي بتأسيس مقر سري في تاي يوان. حاول يان، تحت شعار «مقاومة العدو والدفاع عن الأرض»، تجنيد المثقفين الوطنيين الشباب في حكومته من جميع أنحاء الصين. بحلول عام 1936 أصبحت تاي يوان نقطة تجمع للمثقفين المناهضين لليابان الذين فرّوا من بكين وتيانجين وشمال شرق الصين. قال ممثل عن الجيش الياباني، متحدثًا عن الدفاع الأخير لتاي يوان، إنه «لم يقاتل الصينيون بمثل هذا العناد في أي مكان في الصين».
من الاحتلال الياباني لتاي يوان إلى استسلام اليابان في عام 1945، واصل اليابانيون استغلال صناعات تاي يوان ومواردها لتزويد الجيش الياباني. بعد استسلام الجيش الياباني ليان شيشان في شانشي، قرّر ما بين 10.000 إلى 15.000 جندي ياباني، بما في ذلك المجندين والضباط، القتال من أجل يان بدلاً من العودة إلى اليابان. احتفظ يان أيضًا بخدمات الفنيين اليابانيين ذوي الخبرة والمتعلمين في الخارج والموظفين المحترفين الذين جلبهم اليابانيون إلى تاي يوان لإدارة مجمع الصناعات التي طوروها حول تاي يوان.

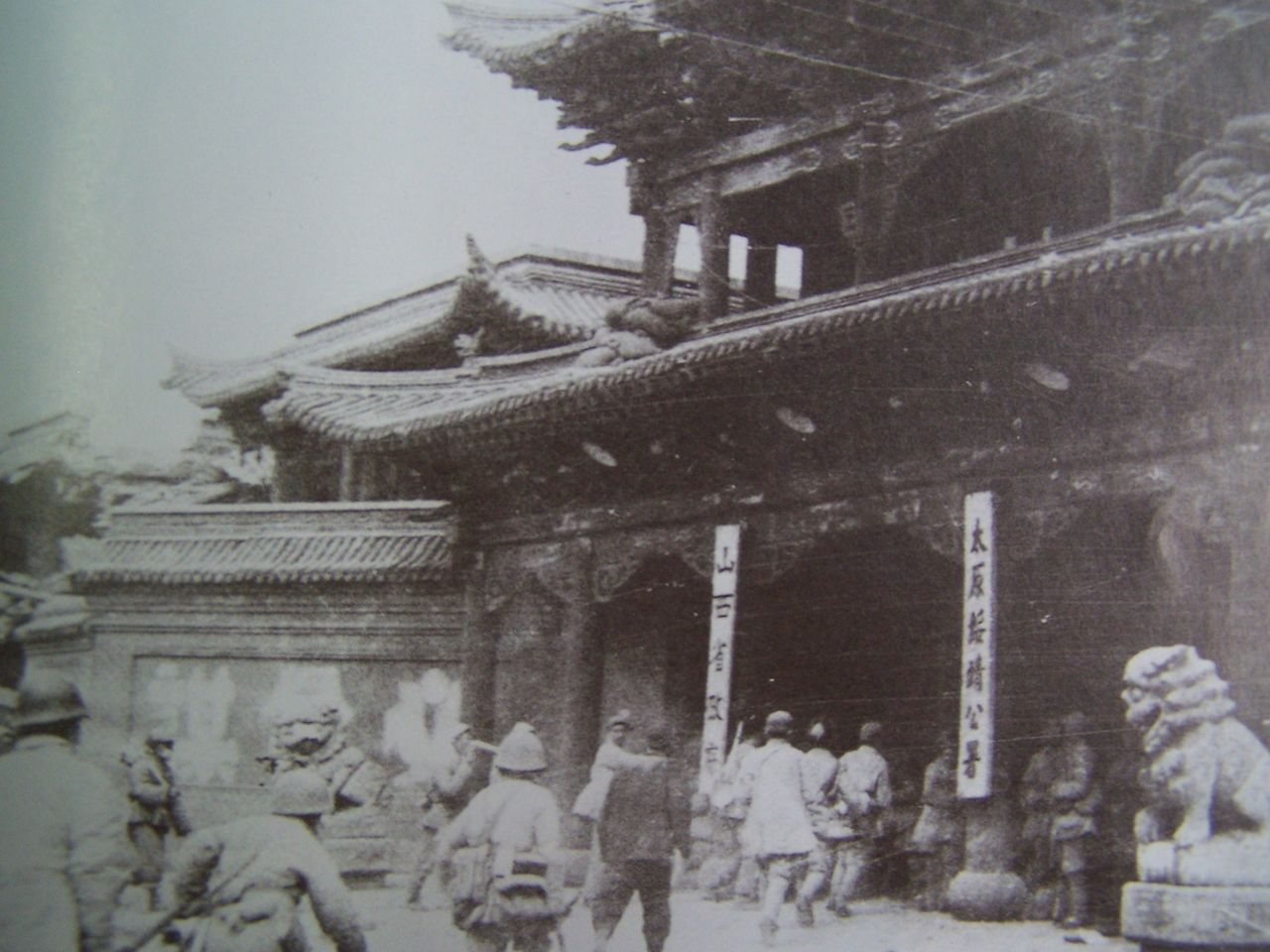
حملة تاي يوان

كانت تاي يوان آخر منطقة في شانشي تقاوم السيطرة الشيوعية خلال المراحل الأخيرة من الحرب الأهلية الصينية. استولى الشيوعيون على المدينة في 22 أبريل 1949، بعد أن حاصروا تاي يوان وعزلوها عن جميع وسائل الإمداد البري والجوي، وتطلب الاستيلاء على المدينة دعم 1300 قطعة مدفعية. انتحر العديد من الضباط القوميين عندما سقطت المدينة في أيدي الجيش الشيوعي.

## جغرافيا
| مخطط المناخ تاي يوان | مخطط المناخ تاي يوان | مخطط المناخ تاي يوان | مخطط المناخ تاي يوان | مخطط المناخ تاي يوان | مخطط المناخ تاي يوان | مخطط المناخ تاي يوان | مخطط المناخ تاي يوان | مخطط المناخ تاي يوان | مخطط المناخ تاي يوان | مخطط المناخ تاي يوان | مخطط المناخ تاي يوان |
| --- | -------------------- | -------------------- | -------------------- | -------------------- | -------------------- | -------------------- | -------------------- | -------------------- | -------------------- | -------------------- | -------------------- |
| 01 | 02                   | 03                   | 04                   | 05                   | 06                   | 07                   | 08                   | 09                   | 10                   | 11                   | 12                   |
| 3.2 2 -12 | 5.2 5 -8             | 13 12 -2             | 20 5                 | 33 26 11             | 56 29 15             | 102 29 18            | 107 28 17            | 52 24 11             | 26 18 4              | 11 10 -3             | 3.2 3 -9             |
| متوسط درجة-الحرارة °س مجاميع الهطل مم |                      |                      |                      |                      |                      |                      |                      |                      |                      |                      |                      |
| بالوحدات الإنكليزية \| 01 \| 02 \| 03 \| 04 \| 05 \| 06 \| 07 \| 08 \| 09 \| 10 \| 11 \| 12 \| \| 0.1 35 11 \| 0.2 42 18 \| 0.5 53 28 \| 0.8 68 41 \| 1.3 78 51 \| 2.2 83 59 \| 4 85 65 \| 4.2 82 62 \| 2 75 51 \| 1 64 39 \| 0.4 49 27 \| 0.1 38 15 \| \| متوسط درجة-الحرارة °ف مجاميع الهطول ″ \| \| \| \| \| \| \| \| \| \| \| \| |                      |                      |                      |                      |                      |                      |                      |                      |                      |                      |                      |
| 01 | 02                   | 03                   | 04                   | 05                   | 06                   | 07                   | 08                   | 09                   | 10                   | 11                   | 12                   |
| 0.1 35 11 | 0.2 42 18            | 0.5 53 28            | 0.8 68 41            | 1.3 78 51            | 2.2 83 59            | 4 85 65              | 4.2 82 62            | 2 75 51              | 1 64 39              | 0.4 49 27            | 0.1 38 15            |
| متوسط درجة-الحرارة °ف مجاميع الهطول ″ |                      |                      |                      |                      |                      |                      |                      |                      |                      |                      |                      |

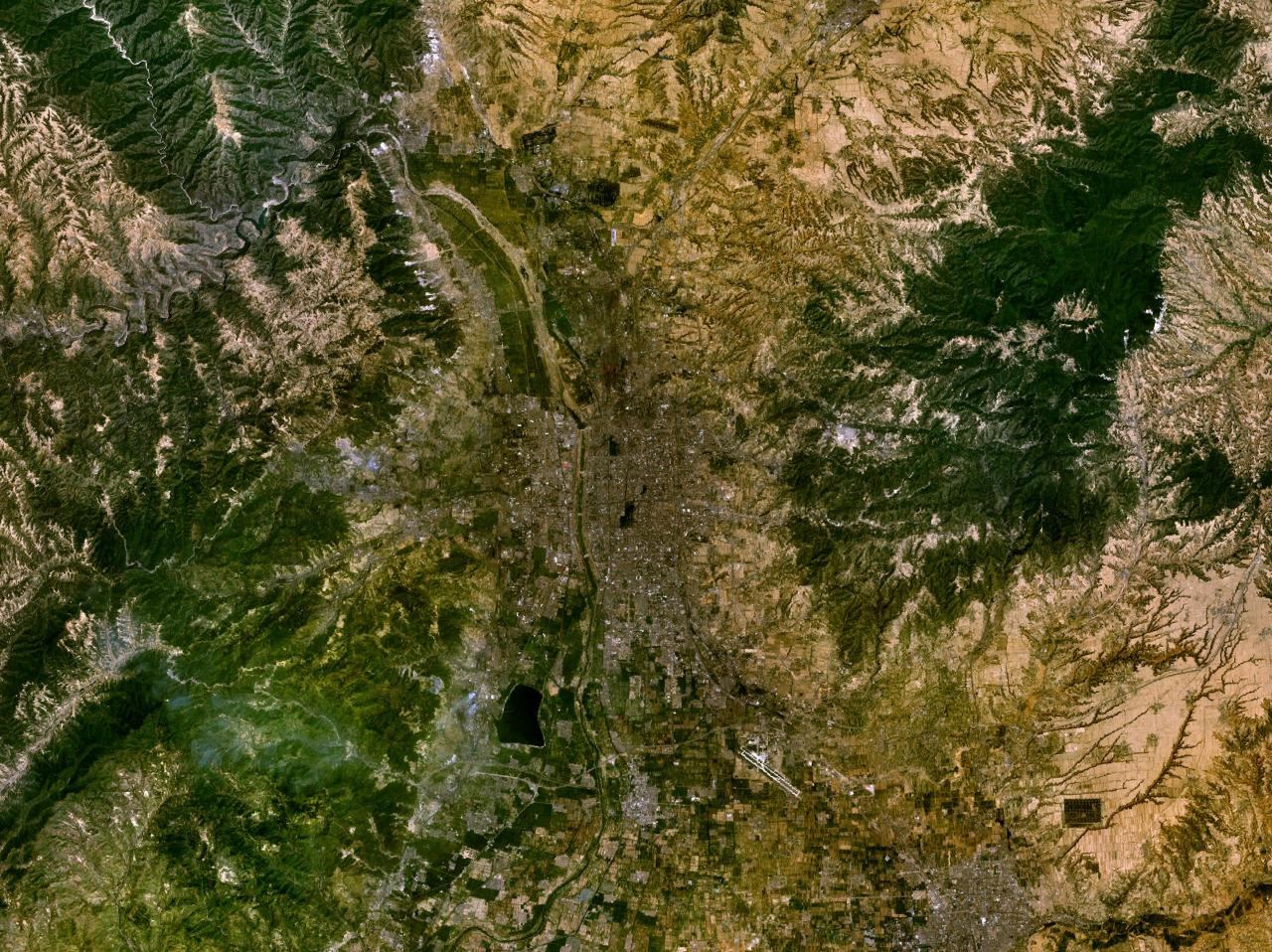
صورة فضائية لتاي يوان

تقع تاي يوان على نهر فين في شمال حوضها العلوي الخصب. تقع المدينة في وسط المقاطعة بمسافة بين الشرق والغرب تبلغ 144 كم (89 ميل) وامتداد من الشمال إلى الجنوب يبلغ 107 كم (66 ميل). وهي تقود الطريق بين الشمال والجنوب عبر المقاطعة، فضلاً عن خطوط النقل الطبيعية المهمة عبر جبال تايهانغ إلى خبي في الشرق وإلى شانشي الشمالية في الغرب.

### الموارد الطبيعية
تاي يوان وفيرة في الموارد الطبيعية مثل الفحم الحجري والحديد والرخام والسيليكا والبوكسيت والحجر الجيري والغرافيت والمرو والفوسفور والجص والميكا والنحاس والذهب. تتميز بإنتاج عالي من الفحم والحديد والسيليكا والرخام. تعد المدينة التابعة الغربية لغوجياو أكبر موقع لإنتاج الفحم المعدني في الصين. تهيمن الغابات الصنوبرية والصنوبر والصنوبر الأبيض والتنوب والسرو على عدد الأشجار في تاي يوان.

### المناخ
تاي يوان تشهد مناخًا باردًا شبه قاحل (تصنيف كوبن للمناخ). الربيع جاف، مع عواصف رملية عرضية، تليها موجات حرارة الصيف المبكرة. يميل الصيف إلى أن يكون دافئًا إلى حارًا حيث تتركز معظم أمطار العام في شهري يوليو وأغسطس. الشتاء طويل وبارد ولكنه جاف ومشمس. بسبب الجفاف، يكون هناك تباين كبير في درجات الحرارة خلال النهار، ما عدا خلال فصل الصيف. يكون الطقس أكثر برودة بكثير من مدن خطوط العرض المماثلة، مثل شيجياتشوانغ، بسبب الارتفاع المعتدل. يتراوح متوسط درجة الحرارة الشهرية على مدار 24 ساعة من -5.0 درجة مئوية (23.0 درجة فهرنهايت) في يناير إلى 24.0 درجة مئوية (75.2 درجة فهرنهايت) في يوليو، بينما المتوسط السنوي هو 10.42 درجة مئوية (50.8 درجة فهرنهايت). مع نسبة سطوع الشمس الشهرية المحتملة التي تتراوح من 51 بالمائة في يوليو إلى 61 بالمائة في مايو، هناك 2502 ساعة من سطوع الشمس سنويًا.
| البيانات المناخية لـتاي يوان (العادي 1981–2010) | البيانات المناخية لـتاي يوان (العادي 1981–2010) | البيانات المناخية لـتاي يوان (العادي 1981–2010) | البيانات المناخية لـتاي يوان (العادي 1981–2010) | البيانات المناخية لـتاي يوان (العادي 1981–2010) | البيانات المناخية لـتاي يوان (العادي 1981–2010) | البيانات المناخية لـتاي يوان (العادي 1981–2010) | البيانات المناخية لـتاي يوان (العادي 1981–2010) | البيانات المناخية لـتاي يوان (العادي 1981–2010) | البيانات المناخية لـتاي يوان (العادي 1981–2010) | البيانات المناخية لـتاي يوان (العادي 1981–2010) | البيانات المناخية لـتاي يوان (العادي 1981–2010) | البيانات المناخية لـتاي يوان (العادي 1981–2010) | البيانات المناخية لـتاي يوان (العادي 1981–2010) |
| الشهر                                           | يناير                                           | فبراير                                          | مارس                                            | أبريل                                           | مايو                                            | يونيو                                           | يوليو                                           | أغسطس                                           | سبتمبر                                          | أكتوبر                                          | نوفمبر                                          | ديسمبر                                          | المعدل السنوي                                   |
| ----------------------------------------------- | ----------------------------------------------- | ----------------------------------------------- | ----------------------------------------------- | ----------------------------------------------- | ----------------------------------------------- | ----------------------------------------------- | ----------------------------------------------- | ----------------------------------------------- | ----------------------------------------------- | ----------------------------------------------- | ----------------------------------------------- | ----------------------------------------------- | ----------------------------------------------- |
| الدرجة القصوى °م (°ف)                           | 14.3 (57.7)                                     | 19.8 (67.6)                                     | 28.3 (82.9)                                     | 37.5 (99.5)                                     | 37.7 (99.9)                                     | 38.7 (101.7)                                    | 39.4 (102.9)                                    | 36.6 (97.9)                                     | 34.9 (94.8)                                     | 28.7 (83.7)                                     | 23.2 (73.8)                                     | 16.0 (60.8)                                     | 39.4 (102.9)                                    |
| الحد الأقصى المتوسط °م (°ف)                     | 8.4 (47.1)                                      | 13.8 (56.8)                                     | 22.0 (71.6)                                     | 29.3 (84.7)                                     | 32.4 (90.3)                                     | 34.6 (94.3)                                     | 34.7 (94.5)                                     | 33.3 (91.9)                                     | 29.9 (85.8)                                     | 24.8 (76.6)                                     | 18.1 (64.6)                                     | 10.0 (50.0)                                     | 35.7 (96.3)                                     |
| متوسط درجة الحرارة الكبرى °م (°ف)               | 2.0 (35.6)                                      | 6.1 (43.0)                                      | 12.1 (53.8)                                     | 20.2 (68.4)                                     | 25.6 (78.1)                                     | 28.9 (84.0)                                     | 30.0 (86.0)                                     | 28.2 (82.8)                                     | 23.9 (75.0)                                     | 17.9 (64.2)                                     | 9.7 (49.5)                                      | 3.2 (37.8)                                      | 17.3 (63.2)                                     |
| المتوسط اليومي °م (°ف)                          | −5.0 (23.0)                                     | −1.1 (30.0)                                     | 4.9 (40.8)                                      | 12.7 (54.9)                                     | 18.4 (65.1)                                     | 22.2 (72.0)                                     | 24.0 (75.2)                                     | 22.2 (72.0)                                     | 17.0 (62.6)                                     | 10.4 (50.7)                                     | 2.7 (36.9)                                      | −3.4 (25.9)                                     | 10.4 (50.8)                                     |
| متوسط درجة الحرارة الصغرى °م (°ف)               | −10.8 (12.6)                                    | −7.0 (19.4)                                     | −1.4 (29.5)                                     | 5.5 (41.9)                                      | 11.2 (52.2)                                     | 15.7 (60.3)                                     | 18.7 (65.7)                                     | 17.2 (63.0)                                     | 11.5 (52.7)                                     | 4.5 (40.1)                                      | −2.6 (27.3)                                     | −8.6 (16.5)                                     | 4.5 (40.1)                                      |
| الحد الأدنى المتوسط °م (°ف)                     | −17.4 (0.7)                                     | −14.6 (5.7)                                     | −9.4 (15.1)                                     | −2.0 (28.4)                                     | 4.4 (39.9)                                      | 10.0 (50.0)                                     | 14.1 (57.4)                                     | 11.8 (53.2)                                     | 4.3 (39.7)                                      | −2.9 (26.8)                                     | −9.6 (14.7)                                     | −15.8 (3.6)                                     | −18.4 (−1.1)                                    |
| أدنى درجة حرارة °م (°ف)                         | −25.5 (−13.9)                                   | −24.6 (−12.3)                                   | −18.0 (−0.4)                                    | −9.7 (14.5)                                     | −0.7 (30.7)                                     | 4.4 (39.9)                                      | 7.2 (45.0)                                      | 7.4 (45.3)                                      | −2.0 (28.4)                                     | −13.9 (7.0)                                     | −21.2 (−6.2)                                    | −23.3 (−9.9)                                    | −25.5 (−13.9)                                   |
| الهطول مم (إنش)                                 | 3.0 (0.12)                                      | 4.8 (0.19)                                      | 12.5 (0.49)                                     | 19.4 (0.76)                                     | 38.2 (1.50)                                     | 54.0 (2.13)                                     | 93.5 (3.68)                                     | 99.6 (3.92)                                     | 58.3 (2.30)                                     | 25.8 (1.02)                                     | 11.6 (0.46)                                     | 2.6 (0.10)                                      | 423.3 (16.67)                                   |
| متوسط أيام هطول الأمطار (≥ 0.1 mm)              | 1.9                                             | 2.9                                             | 4.4                                             | 4.3                                             | 5.7                                             | 9.3                                             | 12.4                                            | 11.2                                            | 8.1                                             | 5.4                                             | 3.3                                             | 1.4                                             | 70.3                                            |
| متوسط الرطوبة النسبية (%)                       | 51                                              | 47                                              | 47                                              | 45                                              | 50                                              | 60                                              | 71                                              | 74                                              | 73                                              | 67                                              | 60                                              | 54                                              | 58                                              |
| ساعات سطوع الشمس الشهرية                        | 173.4                                           | 174.0                                           | 202.3                                           | 229.8                                           | 265.1                                           | 250.9                                           | 228.6                                           | 223.8                                           | 209.6                                           | 206.9                                           | 174.6                                           | 162.6                                           | 2٬501٫6                                         |
| نسبة وصول أشعة الشمس                            | 57                                              | 58                                              | 55                                              | 59                                              | 61                                              | 57                                              | 51                                              | 53                                              | 56                                              | 60                                              | 57                                              | 55                                              | 57                                              |
| [بحاجة لمصدر]                                   |                                                 |                                                 |                                                 |                                                 |                                                 |                                                 |                                                 |                                                 |                                                 |                                                 |                                                 |                                                 |                                                 |

### البيئة
تبلغ مساحة بلدية تاي يوان 6,988 كـم2 (2,698 ميل2). تبلغ مساحة الغابات في تاي يوان 146.700 هكتار. وإجمالي مساحة المراعي 422.5 كـم2 (163.1 ميل2) في عام 2007. تم زيادة معدل تغطية مساحة الغابات في المناطق الحضرية الست إلى 21.69٪ في عام 2015.

#### تلوث الهواء
عانت تاي يوان من تلوث الهواء الشديد، خاصة في التسعينيات، والعقد الأول من القرن الحادي والعشرين، وقد تم إدراجها ضمن أكثر عشر مدن تلوثًا للهواء في العالم. في الآونة الأخيرة، تم تحسين جودة الهواء تدريجياً مع زيادة الوعي العام بمراقبة جودة الهواء وتطبيق قواعد أكثر صرامة وتفصيلاً للتلوث. ومع ذلك، وفقًا للسجل الإحصائي لعام 2014 الصادر عن المكتب الوطني للإحصاء، على الرغم من أنها لم تعد من بين أسوأ المدن تلوثًا في الصين، إلا أن جودة الهواء المحيط في تاي يوان أقل من المتوسط، مقارنة بالمدن الصينية الرئيسية الأخرى. قدّرت دراسة أجريت عام 2019 أنه في عام 2016، كان هناك 22.8000 أسرة في المدينة تحرق الفحم، مما أدى إلى حرق ما مجموعه 1,096,000 طن في ذلك العام وحده. اقترح مؤلفو الدراسة أنه يجب على الحكومة المحلية بذل المزيد من الجهد للانتقال من طاقة الفحم إلى طاقة الغاز، وتوفير المزيد من البنية التحتية للتدفئة الكهربائية، والانتقال إلى المزيد من مصادر الطاقة المتجددة. في السنوات الأخيرة، اتخذت المدينة مزيدًا من الإجراءات لمكافحة تلوث الهواء، وأنشأت «منطقة خالية من الفحم» تبلغ 1460 كيلومترًا مربعًا في عام 2017. تمنع هذه المنطقة معظم الأشخاص والمؤسسات من شراء أو بيع أو تخزين أو نقل أو حرق أو استخدام الفحم. في عام 2019، وسّعت حكومة مدينة تاي يوان مساحة هذه المنطقة بشكل طفيف، لتصل إلى إجمالي 1,574 كيلومتر مربع.

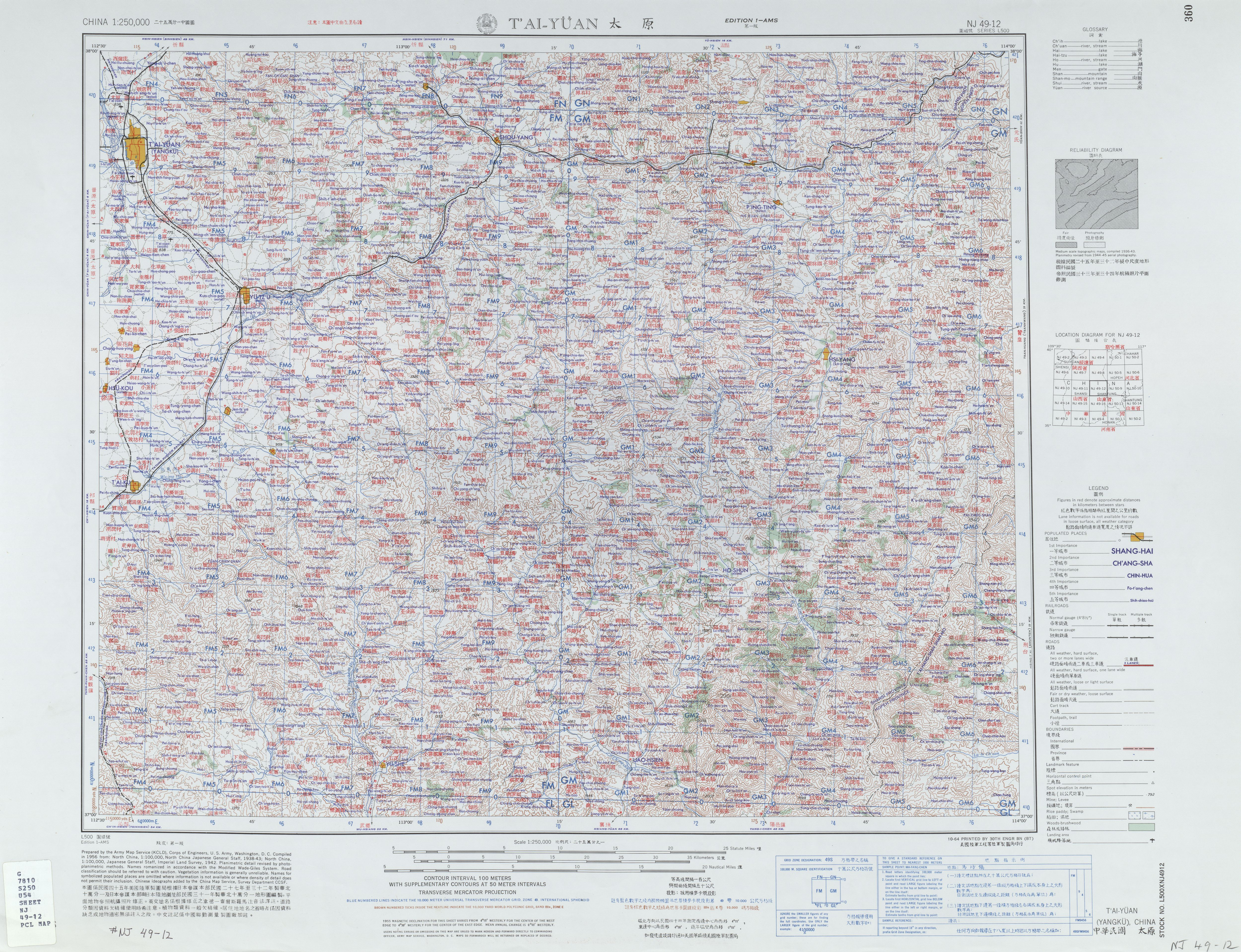
خريطة المنطقة بما في ذلك تاي يوان، 1956

## التقسيمات الإدارية
[بحاجة لمصدر]
| الخريطة | الخريطة         | الخريطة        | الخريطة             | الخريطة        | الخريطة         |
| --- | --------------- | -------------- | ------------------- | -------------- | --------------- |
| مقاطعة شياوديان مقاطعة يينغزي مقاطعة شينغ هوالينغ مقاطعة جيان كاوبينغ مقاطعة وان بايلينغ مقاطعة جين يوان محافظة تشينغشو محافظة يانغشو محافظة لوفان غوجياو |                 |                |                     |                |                 |
| الاسم | الصينية المبسطة | نظام بينيين    | تعداد السكان (2010) | المساحة (كلم2) | الكثافة (/كلم2) |
| المدينة المناسبة |                 |                |                     |                |                 |
| مقاطعة شياوديان | 小店区          | Xiǎodiàn Qū    | 804,537             | 290            | 2,774           |
| مقاطعة يينغزي | 迎泽区          | Yíngzé Qū      | 592,007             | 105            | 5,638           |
| مقاطعة شينغ هوالينغ | 杏花岭区        | Xìnghuālǐng Qū | 643,584             | 146            | 4,408           |
| مقاطعة وان بايلينغ | 万柏林区        | Wànbǎilín Qū   | 749,255             | 289            | 2,592           |
| مدن الضواحي والمدن التابعة |                 |                |                     |                |                 |
| مقاطعة جيان كاوبينغ | 尖草坪区        | Jiāncǎopíng Qū | 415,705             | 296            | 1,404           |
| مقاطعة جين يوان | 晋源区          | Jìnyuán Qū     | 221,431             | 290            | 763             |
| غوجياو | 古交市          | Gǔjiāo Shì     | 205,143             | 1,512          | 135             |
| المجال القروي |                 |                |                     |                |                 |
| محافظة تشينغشو | 清徐县          | Qīngxú Xiàn    | 343,861             | 608            | 565             |
| محافظة يانغشو | 阳曲县          | Yángqǔ Xiàn    | 120,228             | 2,084          | 57              |
| محافظة لوفان | 娄烦县          | Lóufán Xiàn    | 105,841             | 1,289          | 82              |

## التركيبة السكانية
اعتبارًا من تعداد عام 2020، بلغ عدد سكان تاي يوان 5,304,061 نسمة على مساحة 6,959 كـم2 (2,687 ميل2)، منهم 4,529,141 يعيشون في 6 مناطق حضرية على مساحة 1,460 كـم2 (560 ميل2).

## الاقتصاد

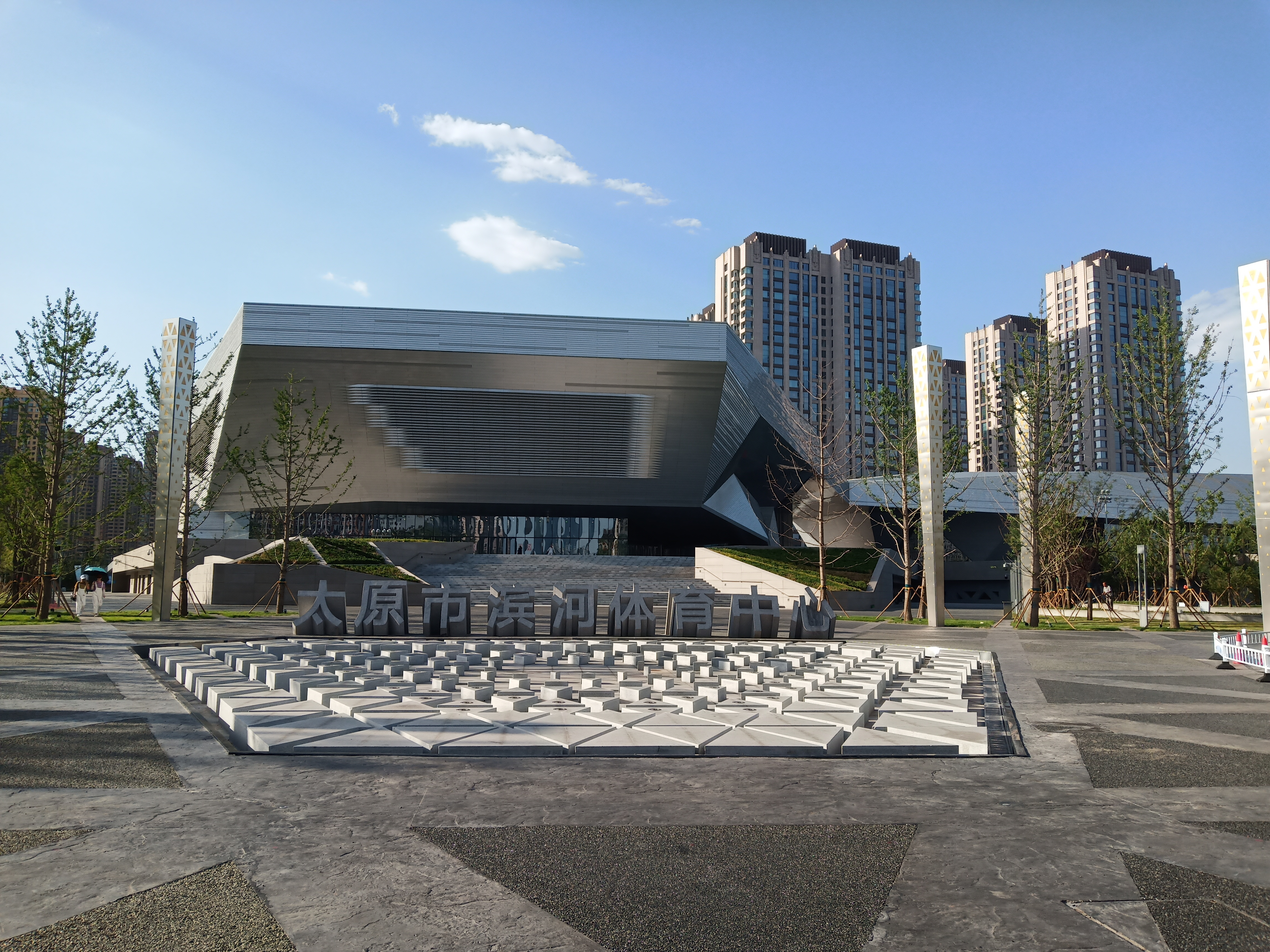
المركب الرياضي بتاي يوان

تماشياً مع التوسع الاقتصادي الصيني خلال العقد الأول من القرن الحادي والعشرين، أظهر اقتصاد تاي يوان نموًا ثابتًا في السنوات الأخيرة. في عام 2018، بلغ الناتج المحلي الإجمالي لتاي يوان 388.450 مليار يوان، أي أكثر من ضعف ما كان عليه في عام 2010. تم الإبلاغ عن نصيب الفرد من الدخل المتاح للإنفاق عند 31,031 يوانًا في عام 2018، بزيادة قدرها 7.2٪ عن عام 2017. في عام 2015، استوردت تاي يوان ما قيمته 4085.130 مليون دولار أمريكي من السلع، وصدرت ما قيمته 6.592.250 مليون دولار أمريكي. بلغت قيمة الصناعات الأولية والثانوية والثالثية في تاي يوان 3.9 مليار يوان و 105.2 مليار يوان و 132.2 مليار يوان على التوالي في عام 2007. تنتج شانشي ربع إنتاج الفحم في الصين، وتاي يوان هي موقع مركز تاي يوان الصيني لمعاملات الفحم، والذي بدأ التداول في عام 2012.

## وسائل النقل
تاي يوان هي واحدة من مراكز النقل في شمال الصين، حيث تربط الطرق السريعة عواصم المقاطعات المجاورة وشركات الطيران بمعظم المدن الصينية الرئيسية الأخرى وبعض المدن الدولية.

### وسائل النقل العامة

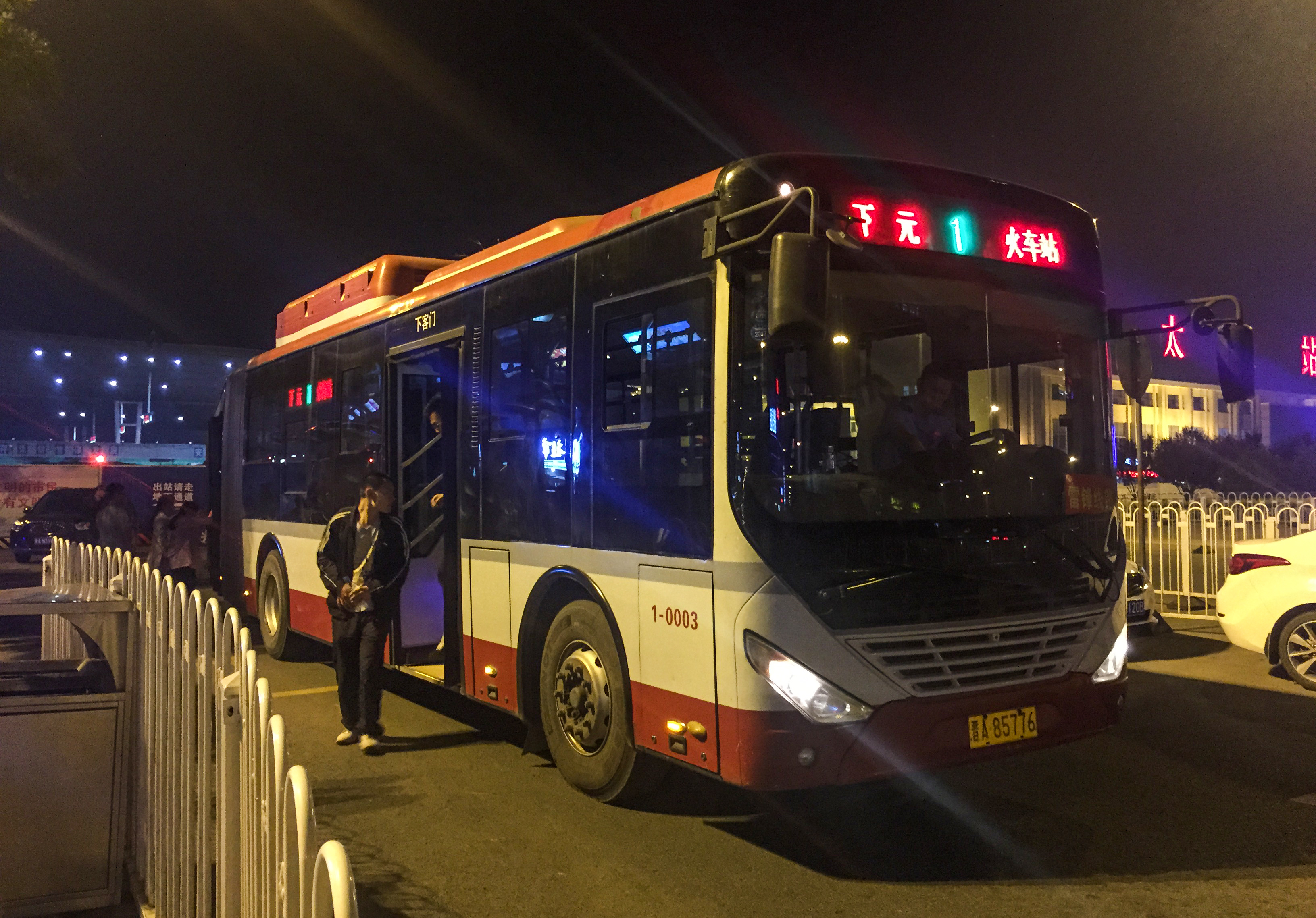
حافلة طريق في تاي يوان

لا يزال مترو تاي يوان قيد الإنشاء. من المقرر افتتاح الخط 1 في عام 2024، بينما يعمل الخط 2 منذ 26 ديسمبر 2020.[بحاجة لمصدر]
في أوائل عام 2016، بدأت المدينة في تحويل كل أسطولها من سيارات الأجرة البالغ عددها 8000 إلى سيارات كهربائية بحتة، باستخدام بي واي دي أوتو طراز (E6) في البداية.

### النقل الجوي

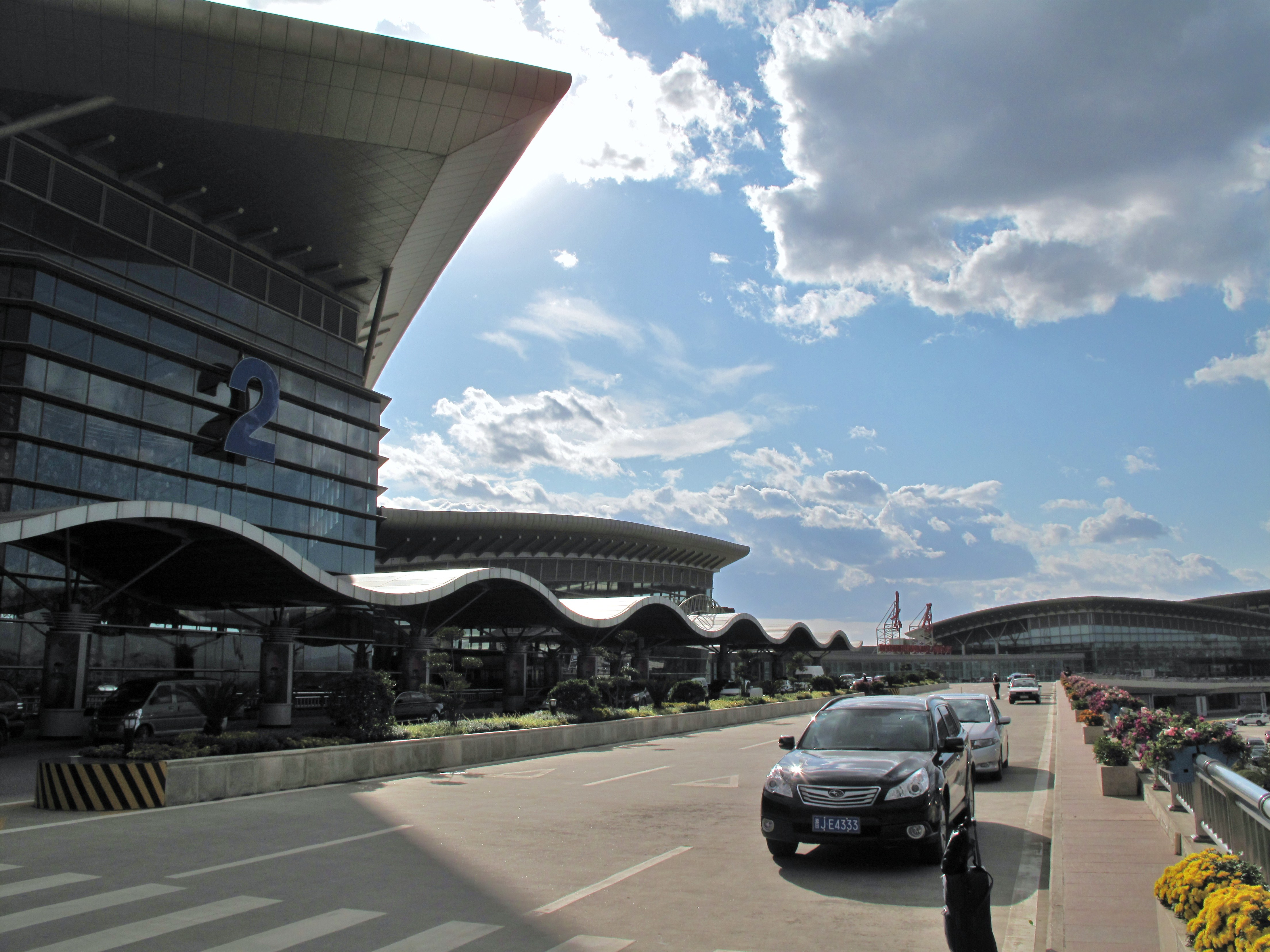
مطار تاي يوان

المطار الرئيسي للمدينة هو مطار تاييوان وسو الدولي. تم توسيعه لهبوط طائرة إيرباص إيه 380. يحتوي المطار على خطوط جوية محلية إلى المدن الكبرى بما في ذلك بكين وشنغهاي والمدن الساحلية مثل داليان. تتوفر رحلات جوية دولية إلى تايبيه ودا نانغ.

### السكة حديدية

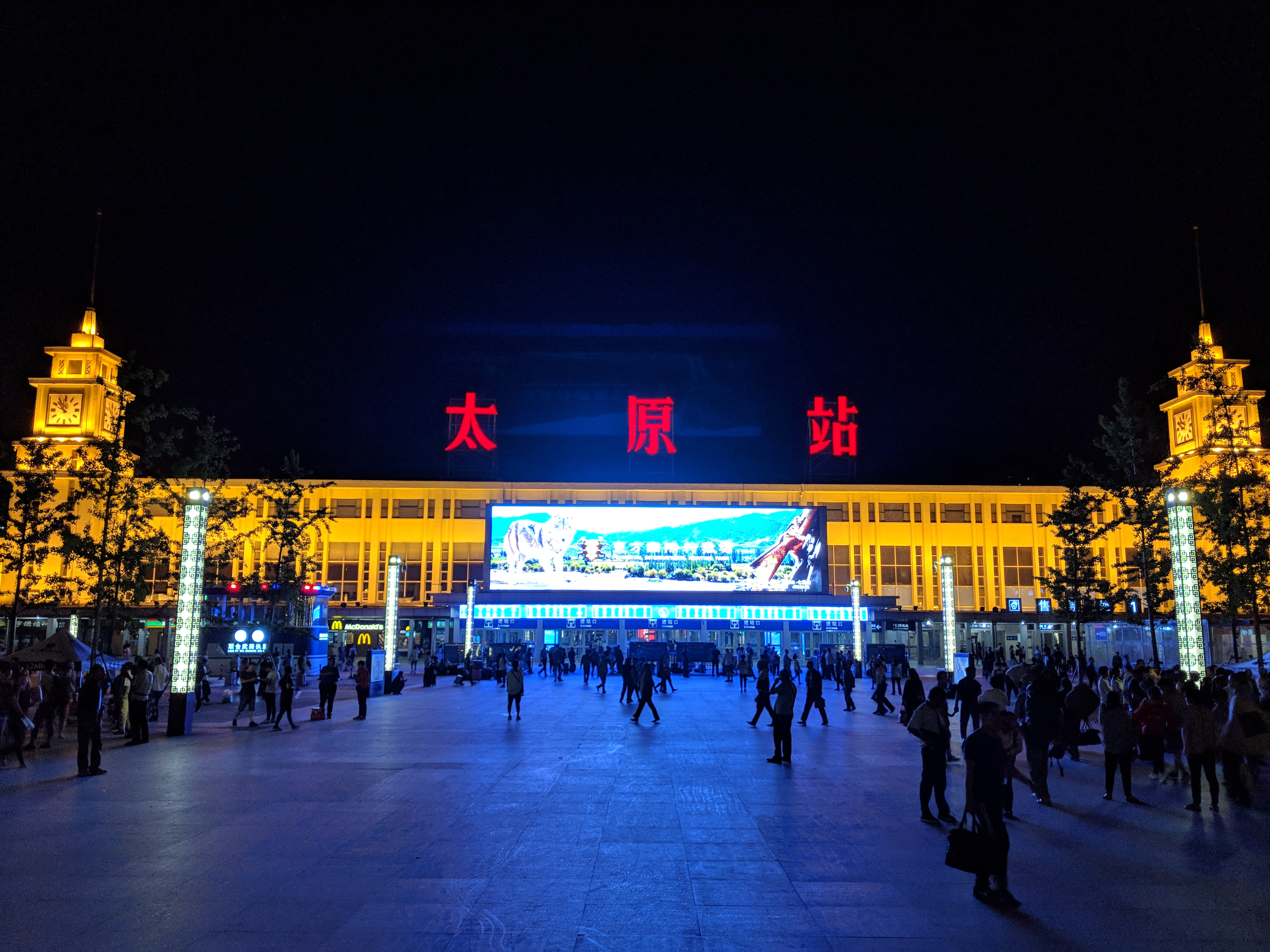
محطة سكة حديد تاييوان

تاي يوان هي واحدة من المحاور الوطنية الرئيسية لنظام السكك الحديدية عالية السرعة في شمال الصين. تشمل السكك الحديدية الرئيسية عالية السرعة التي تمر في تاي يوان كلا من سكة حديد شيجياتشوانغ-تاييوان عالية السرعة وسكة حديد داتونغ - شيان عالية السرعة. بواسطة القطارات عالية السرعة، يكون وقت السفر بين تاي يوان وبكين أقل من ثلاث ساعات على مسافة 600 كيلومتر (370 ميل). محطة السكك الحديدية الرئيسية عالية السرعة هي محطة تاي يوان الجنوبية للسكك الحديدية. خط سكة حديد تاييوان - تشونغوي - ينتشوان ذو السرعة التقليدية، والذي تم افتتاحه في عام 2011، يوفر اتصالًا مباشرًا مع غرب شانشي، وشمال شانشي، ونينغشيا، ويوجه إلى الغرب.

## الطعام

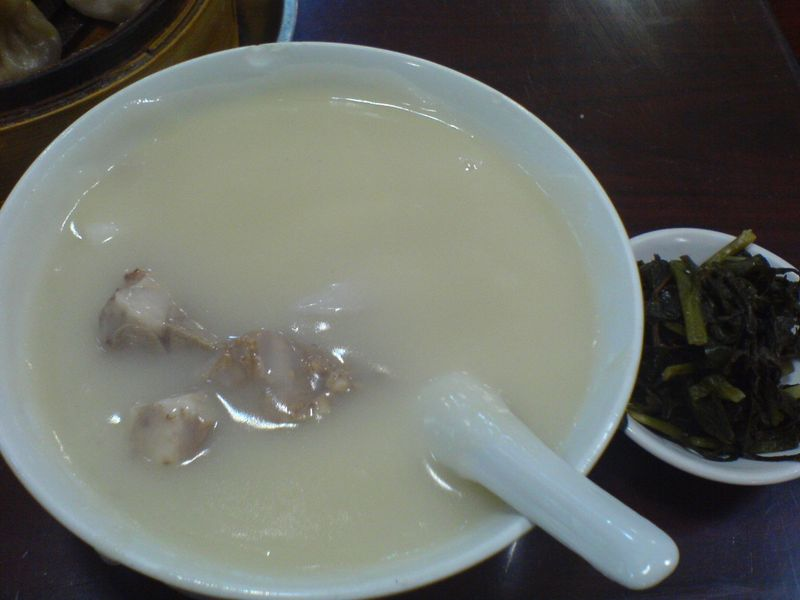
حساء توناو في تاي يوان.

تشمل المأكولات المحلية في تاي يوان ما يلي:[بحاجة لمصدر]
- نودلز بيض الطماطم (بالصينية: 西红柿炒鸡蛋面؛ بينيين: xīhóngshì chǎo jīdàn miàn) عبارة عن نودلز بالبيض المخفوق مع الطماطم.
- تيجيان (剔尖) نودلز مكشطة
- نودلز داو شياو (刀削面)
- توناو (头脑) عبارة عن حساء مُكوّن من لحم الضأن ونبيذ الأرز والخضروات. صُنع هذا الطبق لأول مرة بواسطة عالم الطب الصيني فو شان، الذي كان بارعًا في الطب، لأمه المسنة والمصابة بالمرض كبديل لطعام الطب القديم بازين تانغ (حرفيا «حساء من ثمانية كنوز») باستخدام المواد الغذائية المتوفرة محليًا فقط التي لها تأثيرات مشابهة للدواء الأصلي.[59]
- لاو تشين تسو (老陈醋) عبارة عن خل ناضج
- يو شي غوانغ شانغ (榆次灌肠) عبارة عن نقانق طحين
- شوربة لحم الضأن (羊肉汤)

## الرياضة
يلعب نادي شانشي بريف دراجونز من الرابطة الصينية لكرة السلة في المركب الرياضي بتاي يوان. يلعب نادي شانشي متروبوليس لكرة القدم، الذي يلعب حاليًا في الدوري الصيني الثاني، في ملعب مركز شانشي الرياضي.

## السياحة

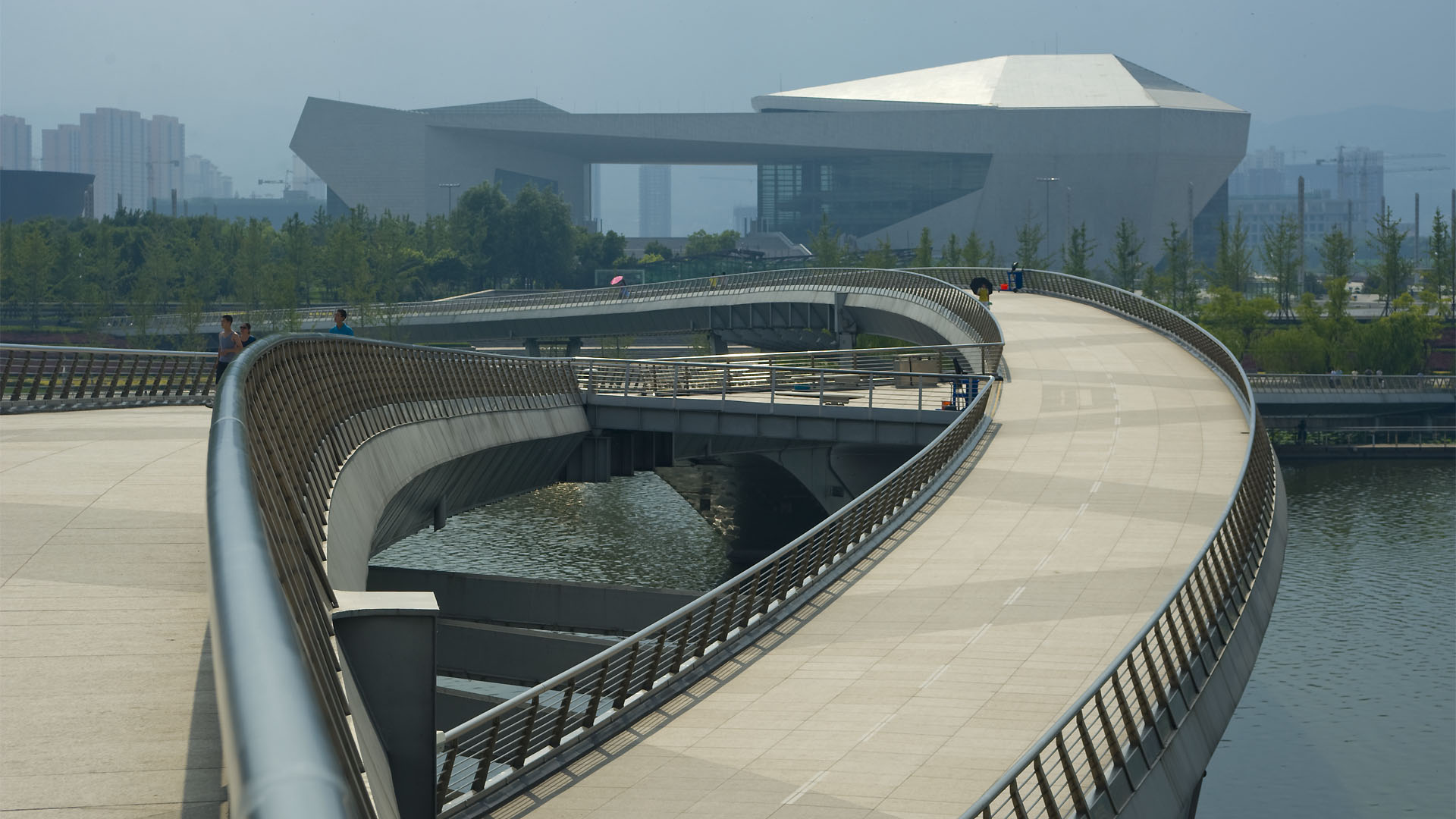
جسر المشاة تشانغفنغ (长风) على نهر فين ومسرح شانشي.

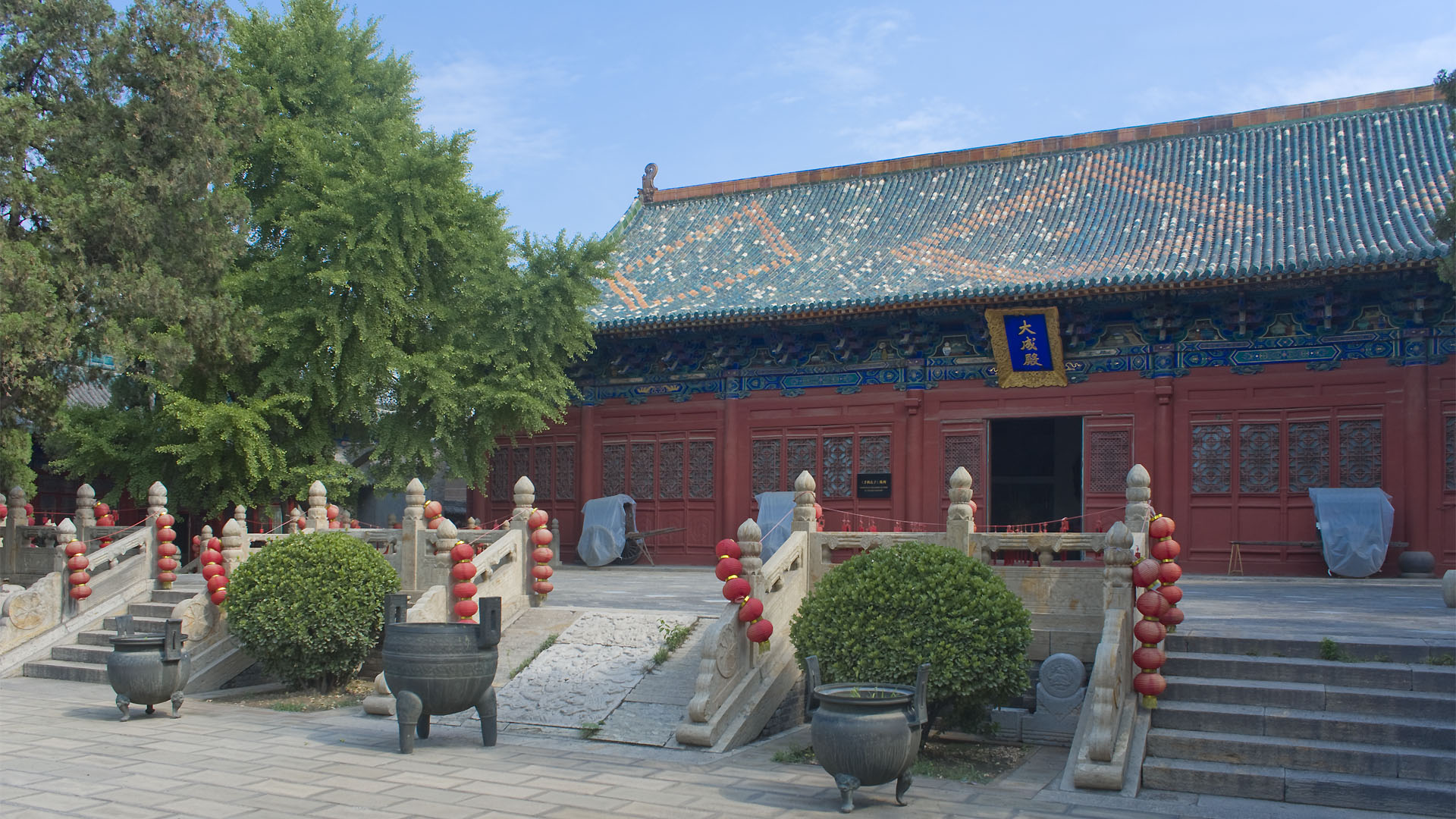
ساحة فناء في متحف شانشي للفنون الشعبية تضم معبدًا كونفوشيوسيًا قديمًا.

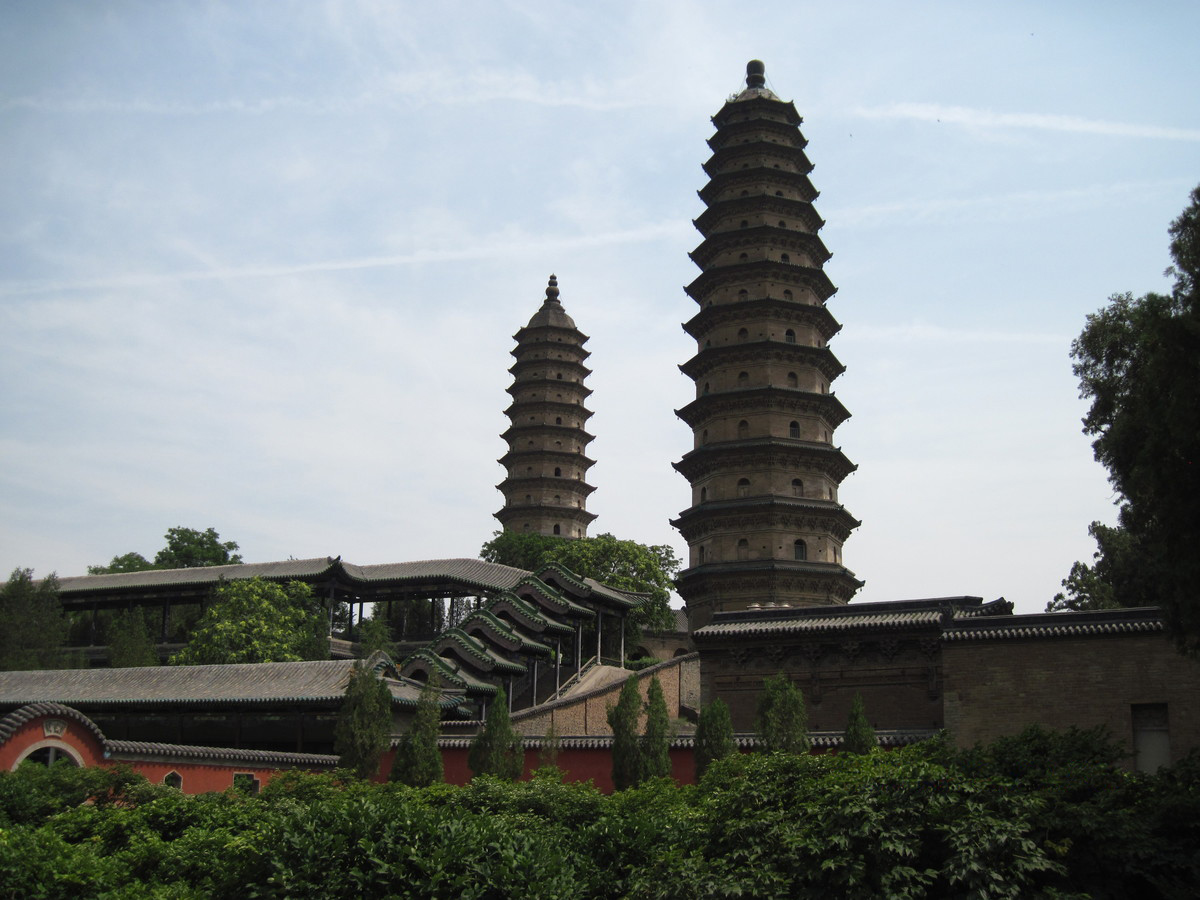
البرجين التوأمين داخل معبد يونغتشو.

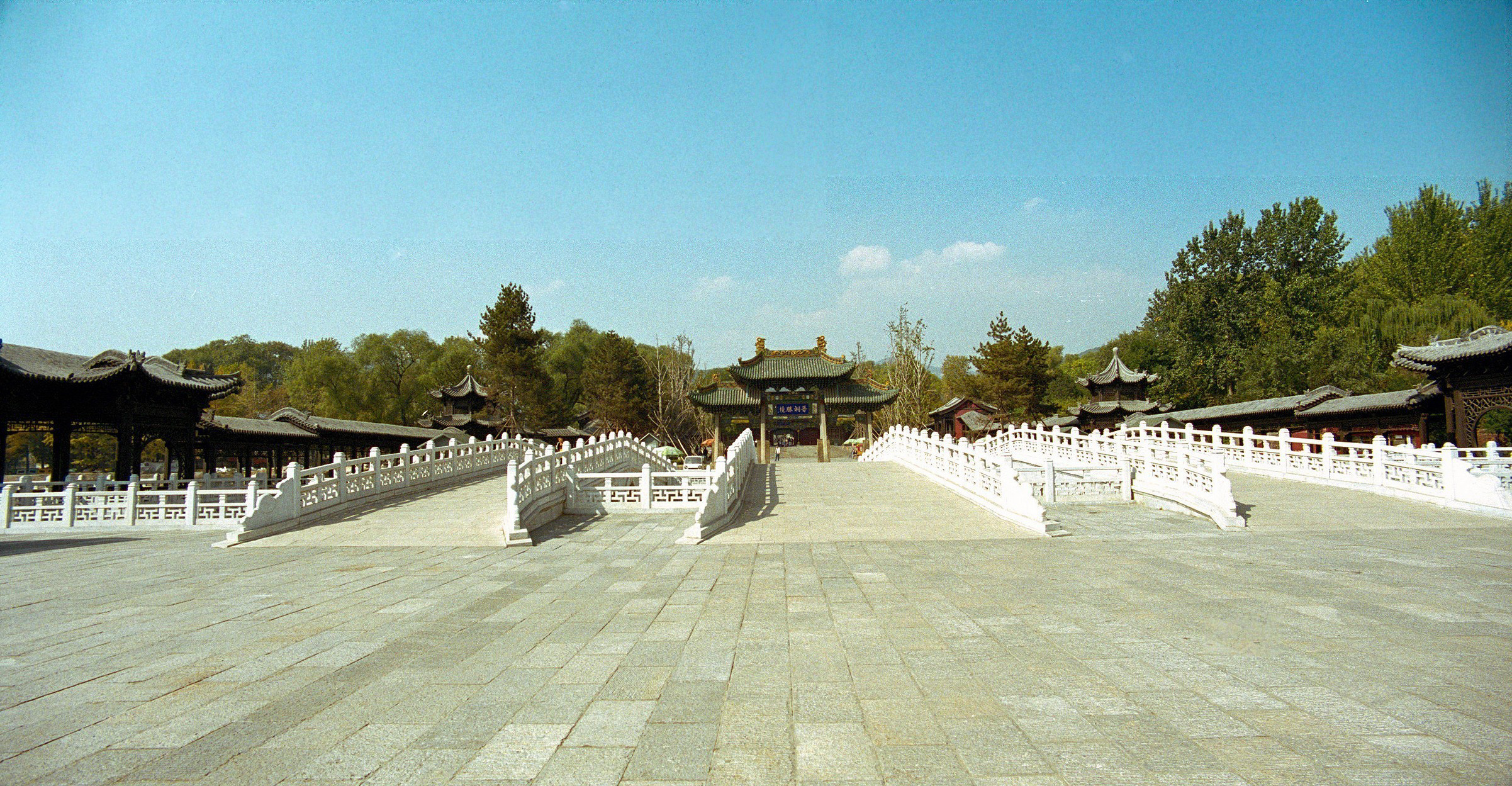
معبد جينشي

تاي يوان هي مدينة حديثة بها عدد قليل من المباني التاريخية المتبقية في المركز. يمكن العثور على بقايا تاي يوان القديمة غرب المحطة المركزية، شمال شارع فودونغ وعلى مقربة من طريق وويي.
يُعدُّ متحف شانشي أحد الوجهات السياحية الرئيسية، ويقع في طريق غرب بنهي، وسط مدينة تاي يوان، والذي يعد من بين أكبر المتاحف في الصين.
يُنظر إلى البرجين التوأمين في معبد يونغتشو، اللذين يظهران في شعار المدينة، على أنهما رمز تاي يوان لفترة طويلة. يقع معبد يونغتشو في جنوب شرق وسط المدينة، ويشتهر أيضًا بحديقة الفاوانيا ومقبرة الشهداء.
يُعدُّ دير تشونغشان، وحديقة لونجتان، ومتنزه يينغزي (بالقرب من شارع يينغزي)، في وسط المدينة، من الوجهات السياحية الشهيرة.
يُعرف معبد جينشي أيضًا باسم معبد تانغشويو، ويقع في منطقة جين يوانفي جنوب تاي يوان، ويعود تاريخه إلى عهد سلالة زو. في جينشي، هناك ثلاثة كنوز: نبع نانلاو، وحالة الجمال، ومكانة الملكة. تم بناء الجسر الطائر عبر بركة السمك خلال عهد سلالة سونغ، والتي تشتهر ببنيتها الصليبية.
على طول سلسلة الجبال الغربية في غرب تاي يوان، يمكن للسائحين العثور على كهوف تيانلونغشان، التي تم بناؤها تدريجياً على مدى قرون عديدة، من سلالة تشي الشمالية، وتحتوي على آلاف التماثيل والأعمال الفنية البوذية. توجد الكهوف اليوم في حالة تالفة مع فقد العديد من المنحوتات الآن، ولا يستطيع زوار الكهوف تخيل كيف كانوا ينظرون في الماضي. العديد من المنحوتات من الكهوف موجودة الآن في متاحف حول العالم. ومع ذلك، على الرغم من أنه يمكن الحفاظ على المنحوتات وعرضها، لا يمكن لزوار المتاحف فهمها في سياقاتهم الأصلية التاريخية والمكانية والدينية. بدأ الباحثون في جامعة شيكاغو مشروع كهوف تيانلونغشان في عام 2013 لمتابعة البحث والتصوير الرقمي للكهوف ومنحوتاتها.
ليست بعيدة عن كهوف تيانلونغشان توجد كهوف لونغشان، وهي الموقع الوحيد للكهوف الطاوية في الصين. تم نحت الكهوف الثمانية الرئيسية في الفترة من 1234 إلى 1239 خلال عهد سلالة يوان.

## التعليم

### الكليات والجامعات
- جامعة تاي يوان للتكنولوجيا (太原理工大学)
- جامعة شانشي (山西大学)
- جامعة شمال الصين (中北大学)
- جامعة شانشي الطبية (山西医科大学)
- جامعة تاي يوان للعلوم والتكنولوجيا (太原科技大学)
- جامعة تاي يوان العادية (太原师范学院)
- جامعة شانشي للتمويل والاقتصاد (山西财经大学)
- كلية شانشي للطب الصيني التقليدي

### المدارس الثانوية الكبرى
- المدرسة الثانوية التابعة لجامعة شانشي (山西大学附属中学)
- مدرسة تاي يوان رقم 5 الثانوية (太原五中)
- مدرسة شانشي الثانوية التجريبية (山西省实验中学)
- مدرسة تاي يوان للغات الأجنبية (太原市外国语学校)
- مدرسة شانشي الحديثة ثنائية اللغة (山西现代双语学校)
- مدرسة تاي يوان تشنغ تشنغ الثانوية (太原成成中学)
- مدرسة تاييوان رقم 12 الثانوية (太原十二中)

## أعلام
- دي آن
- زاو تاو
- لو قوانتشونغ
- وانغ لو
- يانجسكين وانج
- بو ييبو

## العلاقات الدولية
لدى تاي يوان اتفاقيات توأمة مع المدن التالية:
- لاونسستون، تسمانيا، أستراليا (أقيمت العلاقات في 28 نوفمبر 1995)
- دوالا، الكاميرون (أقيمت العلاقات في 12 أكتوبر 1999)
- كيمنتس، ساكسونيا، ألمانيا (أقيمت العلاقات في 17 مايو 1995)
- سان دوني، لا ريونيون، فرنسا (أقيمت العلاقات رسميًا في 2 مارس 2012)[66]
- هيميجي، هيوغو، اليابان (أقيمت العلاقات في 19 مايو 1987)
- ساراتوف وسيكتيفكار، روسيا (أقيمت العلاقات في 8 ديسمبر 1995 و 1 سبتمبر 1994)
- خجندة، طاجيكستان (أقيمت العلاقات في 31 أغسطس 2017)[67]
- نيوكاسل أبون تاين، تاين ووير، المملكة المتحدة (أقيمت العلاقات في 14 أبريل 1985)
- دونيتسك، أوكرانيا (أقيمت العلاقات رسميًا في 25 أغسطس 2012)
- ناشفيل، تينيسي، الولايات المتحدة (أقيمت العلاقات في 18 أبريل 2007)[68]

## وصلات خارجية
- Taiyuan Government website نسخة محفوظة 5 يوليو 2018 على موقع واي باك مشين.